# Закон об иммиграции 1990 года
Закон об иммиграции 1990 года (англ. Immigration Act of 1990) — закон США, принятый Сто первым Конгрессом и подписанный президентом Джорджем Бушем-старшим 29 ноября 1990 года, и являющийся национальной реформой Закона об иммиграции и гражданстве 1965 года. Данный закон увеличил общую иммиграцию, чтобы позволить 700 000 иммигрантам ежегодно приезжать в США в 1992-94 финансовые годы и 675 000 в год после этого. Он также ввёл семейную иммиграционную визу, создал пять отдельных виз на основе трудоустройства, классифицированных по роду занятий, и программу виз для иммигрантов разных национальностей, которая создала лотерею Грин-карт для приёма иммигрантов из стран с «низким уровнем въезда» или стран, граждане которых недостаточно представлены в США.
Помимо этого были внесены изменения в неиммиграционные визы, например, введением визы H-1B для высококвалифицированных рабочих. Было также сокращено количество виз, выдаваемых дальним родственникам. Конгресс также ввёл временный защищённый статус, который Генеральный прокурор может предоставить иммигрантам, которые временно не могут безопасно вернуться в свою страну из-за продолжающегося вооружённого конфликта, экологической катастрофы или других чрезвычайных и временных условий. Закон также отменил процесс тестирования английского языка на натурализацию, который был введён в Законе о натурализации 1906 года для постоянных жителей старше 55 лет, проживающих в Соединённых Штатах в течение пятнадцати лет в качестве постоянного жителя, и устранил исключение гомосексуалистов в соответствии с необоснованной с медицинской точки зрения классификацией «сексуальных отклонений», которая была предусмотрена в Законе 1965 года.
Законопроект был представлен в Сенате сенатором Эдвардом Кеннеди 7 февраля 1989 года. Спустя год после прохождения голосования в Сенате в июле 1989 года, законопроект был одобрен Палатой представителей (231—192) 3 октября 1990 года. После этого он был повторно согласован Сенатом (89—8) и Палатой представителей (264—118), и 29 ноября 1990 года был подписан президентом Бушем.

## Основные положения закона
- Повышен лимит иммиграции с 270 000 человек в год до 675 000 в год и 700 000 в течение первых трёх лет после принятия Закона, а также увеличен лимит иммиграционных виз для каждой страны с 20 000 до 25 600.
- Для виз, спонсируемых семьей, установлен годовой минимум в размере 226 000, а максимальный — по формуле, которая обычно составляет от 421 000 до 675 000.
- Создана программа виз для иммигрантов разных национальностей из тех стран, из которых количество иммигрантов в США было менее 50 000 за предыдущие пять лет. Начиная с 1995 финансового года, ежегодно выделяется 55 000 Грин-карт.
- Предоставлен временный защищённый статус для сальвадорцев, спасающихся от гражданской войны в Сальвадоре.
- Предусмотрены наём 1000 дополнительных агентов пограничной службы США, усиление штрафов за нарушения иммиграционного законодательства и ускорение процедуры депортации[6].
- Внесены поправки в положения об исключении по медицинским показаниям Закона об иммиграции, чтобы исключить текст, позволяющий агентам исключать «подозреваемых гомосексуалистов», и удалён язык психопатической личности и психических дефектов, который десятилетиями использовался для исключения подозреваемых гомосексуалистов[7].

## Иммиграция по трудоустройству
В данном законе иммиграция по трудоустройству была разделена на пять профессиональных категорий (в Законе 1965 года их было только две). Закон предусматривает выдачу 140 000 виз в год для иммиграции по месту работы. Это включает в себя следующие категории виз:
- Виза EB-1 (для иностранцев с экстраординарными способностями)
- Виза EB-2
- Виза EB-3
- Виза EB-4
- Виза EB-5

Виза EB-4 неточна, но касается религиозных деятелей, желающих продолжить свою карьеру в США. Отдельная категория существует, потому что другие визы требуют контакта с работодателем и сертификации труда через Министерство труда США, а заявитель на визу религиозного работника не ограничивается строго въездом, спонсируемым работодателем.
Помимо того, что иностранец должен быть спонсируемым работодателем, он обычно должен подавать заявление на работу в зоне нехватки рабочей силы в США, или работодатель должен торговаться от имени иностранца и доказать, что он исчерпал все другие усилия по найму внутри страны.

## Неиммиграционные визы
Разногласия по поводу закона об иммиграции 1990 года возникли в основном из-за расширения Грин-карт для иностранных рабочих и новых ограничений на доступ к временным визам, таким как виза H-1B для приезжающих научных работников. В бюллетене, выпущенном Службой новостей Стэнфордского университета в сентябре 1991 года, утверждается, что «Стэнфорд и другие университеты должны будут оформить больше документов, чтобы нанять профессоров и исследователей на краткосрочной основе по программе визы H-1».
Закон также ввёл ограничение в 65 000 выдаваемых в год виз H-1B и исключил медсестёр, артистов, спортсменов и художников из квалификации. В частности, были добавлены новые ограничения на способность получать визы неиммигрантам категории «D», которые работают на борту морских судов и в международных авиакомпаниях.
Также были созданы новые категории неиммиграционных виз — визы O и P, которые предназначаются для необычайно искусных иностранцев в сфере развлечений, спорта, науки, бизнеса и тому подобного. Их допуск зависел от «консультации с соответствующими профсоюзами», обычно приглашающими их в США, и их время, отведённое здесь, зависело от того, как долго длилось мероприятие, в котором они участвовали. Новые категории также включают в себя визы Q (для посетителей в рамках международного культурного обмена) и R (для религиозных работников).